# Touit stictopterus
Touit stictopterus là một loài chim trong họ Psittacidae.